# تانغوي كوليبالي
تانغوي كوليبالي (بالفرنسية: Tanguy Coulibaly)‏ هو لاعب كرة قدم فرنسي في مركز نصف الجناح، ولد في 18 فبراير 2001 في سيفر في فرنسا. لعب مع نادي شتوتغارت.

## وصلات خارجية
- تانغوي كوليبالي على موقع الاتحاد الأوربي (الإنجليزية)
- تانغوي كوليبالي على موقع قاعدة بيانات كرة القدم.إي يو (الإنجليزية)
- تانغوي كوليبالي على موقع ليكيب (الفرنسية)
- تانغوي كوليبالي على موقع Soccerway.com (الإنجليزية)
- تانغوي كوليبالي على موقع عالم كرة القدم.نت (الإنجليزية)